# World Karate and Kickboxing Association

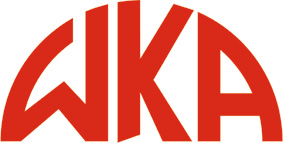
Logo der WKA

Die World Karate and Kickboxing Association (WKA) bzw. auch World Kickboxing and Karate Association ist einer der ältesten Fachverbände für Kickboxen (Vollkontakt, Leichtkontakt und Semikontakt bzw. Pointfighting) sowie modernes Sportkarate (Formen: traditionell, Freestyle und mit traditionellen asiatischen Budo-Waffen). Die WKA wurde im Oktober 1976 durch eine Absplitterung von der PKA von Howard Hansen und Arnold Urquidez gegründet.
Die WKA hatte ihren Sitz in Karlsruhe und wurde vom mehrfachen Weltmeister Klaus Nonnemacher (Präsident der WKA World) geleitet. Welt-Vizepräsident der WKA World und zuständig für den Bereich Karate war Toni Dietl. Im Jahr 2012 gab es eine Splittung in der WKA, und sehr viele, unter ihnen auch alle Bundestrainer folgten der neu gegründeten WKU, wobei auch die WKA als Splitter-Verband noch weiter existiert, jedoch jede Bedeutung verloren hat.

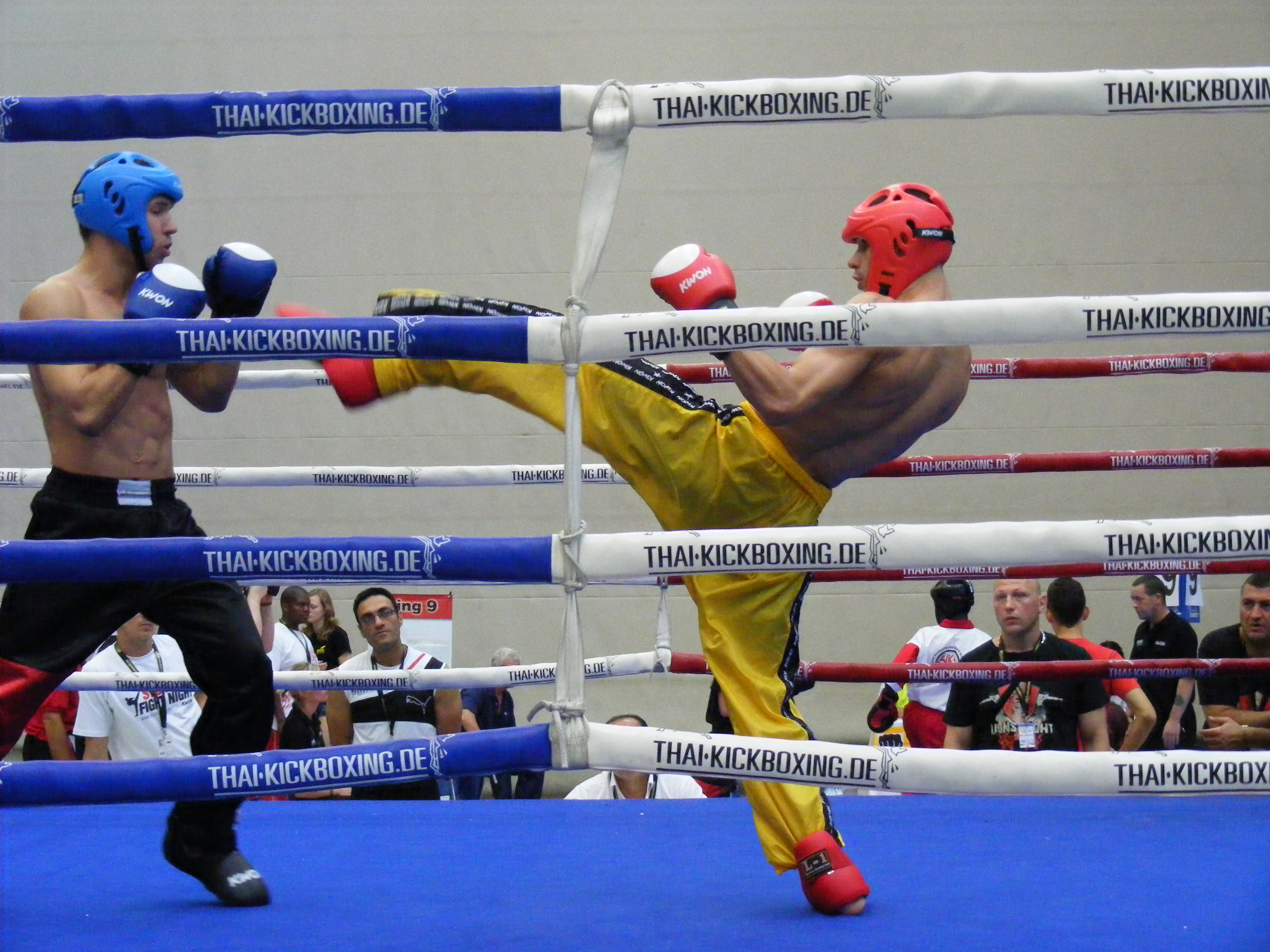
WKA-Weltmeisterschaften 2011 Kickboxen

Von 1977 bis zum Jahr 2012 richtete die WKA Weltmeisterschaften für professionelles Vollkontakt Kickboxen aus.

## WKA Weltmeisterschaften
| Jahr | Austragungsort  | Land               |
| ---- | --------------- | ------------------ |
| 1993 | Groningen       | Niederlande        |
| 1995 | Karlsruhe       | Deutschland        |
| 1996 | Prag            | Tschechien         |
| 1997 | Dublin          | Irland             |
| 1997 | Mailand         | Italien            |
| 1998 | Kopenhagen      | Dänemark           |
| 1998 | Toronto         | Kanada             |
| 1999 | Beirut          | Libanon            |
| 1999 | Hannover        | Deutschland        |
| 1999 | La Valletta     | Malta              |
| 2000 | Louisville      | Vereinigte Staaten |
| 2000 | Prag            | Tschechien         |
| 2001 | Wien            | Österreich         |
| 2002 | Marina di Massa | Italien            |
| 2003 | Killarney       | Irland             |
| 2003 | Antwerpen       | Belgien            |
| 2004 | Basel           | Schweiz            |
| 2005 | Niagara Falls   | Vereinigte Staaten |
| 2005 | Toronto         | Kanada             |
| 2006 | Benidorm        | Spanien            |
| 2007 | Karlsruhe       | Deutschland        |
| 2008 | Orlando         | Vereinigte Staaten |
| 2008 | Berlin          | Deutschland        |
| 2009 | Huelva          | Spanien            |
| 2010 | Edinburgh       | Schottland         |
| 2011 | Karlsruhe       | Deutschland        |
| 2012 | Orlando         | Vereinigte Staaten |

Erklärung: An den doppelt genannten Jahreszahlen wurden Weltmeisterschaften in verschiedenen Disziplinen und verschiedenen Ländern ausgetragen.

## WKA-Weltmeister bis 2012
- Raja Amasheh
- Gökhan Arslan
- Benny Urquidez
- Ante Bilić
- Roland Conar
- Besim Kabashi
- Stefan Kainath
- Doris Köhler
- André Mewis
- Klaus Nonnemacher
- Florian Pavic
- Semen Poskotin
- Oliver Schawe
- Roland Schellhammer
- Mladen Steko
- Pavlica Steko
- Christine Theiss
- Derya Torun
- Hans-Peter Wiegert
- Yahya Gülay

## Gürtelprüfungen
Bei einer Prüfung werden Punkte vergeben. Man kann 7 bis 10 Punkte pro Prüfungsabschnitt erhalten. Bei einer Punktzahl von unter 7 ist der erforderliche Standard nicht erfüllt, und der Abschnitt muss wiederholt werden.

### Punktevergabe
Geprüft wird nach folgenden Abschnitten:
- Fausttechniken
- Fußtechniken
- Gerätetraining
- Kampfstellung
- Kombinationen
- Kondition
- Selbstverteidigung
- Sparring
- Theorie und Mündlich
- Verteidigungs- und Ausweichtechniken
- Sonstiges

### Gürtelgrade
| Grütelgrad     | Wartezeit      | Benötigte Punktzahl | Maximale Punktzahl |
| -------------- | -------------- | ------------------- | ------------------ |
| Weiß           | 1 Monat        | 35 Punkte           | 50 Punkte          |
| Weiß-Gelb      | 3 Monate       | 42 Punkte           | 60 Punkte          |
| Gelb           | Min. 3 Monate  | 49 Punkte           | 70 Punkte          |
| Gelb-Orange    | Min. 3 Monate  | 49 Punkte           | 70 Punkte          |
| Orange         | Min. 3 Monate  | 56 Punkte           | 80 Punkte          |
| Orange-Grün    | Min. 3 Monate  | 56 Punkte           | 80 Punkte          |
| Grün           | Min. 3 Monate  | 56 Punkte           | 80 Punkte          |
| Grün-Blau      | Min. 3 Monate  | 56 Punkte           | 80 Punkte          |
| Blau           | Min. 6 Monate  | 63 Punkte           | 90 Punkte          |
| Blau-Braun     | Min. 6 Monate  | 63 Punkte           | 90 Punkte          |
| Braun          | Min. 6 Monate  | 63 Punkte           | 90 Punkte          |
| Braun-Schwarz  | Min. 6 Monate  | 70 Punkte           | 100 Punkte         |
| 1.Dan(Schwarz) | Min. 12 Monate | 75 Punkte           | 100 Punkte         |